# 曼卡科查湖
12°01′41″S 75°44′22″W / 12.02806°S 75.73944°W
曼卡科查湖（Mancacocha），是秘魯的湖泊，位於該國中部胡寧大區的豪哈省，處於利亞克薩科查湖以東和查爾瓦科查湖西南面，海拔高度4,414米。